# USS Callaghan (DD-792)
USS Callaghan (DD-792) var en amerikansk jagare av Fletcher-klass och döpt efter konteramiral Daniel J. Callaghan (1890–1942), som dödades i strid under det bittra sjöslaget vid Guadalcanal. Han tilldelades Medal of Honor postumt för extraordinärt hjältemod.
Callaghan sjösattes den 1 augusti 1943 vid Bethlehem Steel Co, San Pedro, Kalifornien, med Mrs DJ Callaghan som beskyddare. Hon togs i tjänst den 27 november 1943 under kommendörkapten FJ Johnsons befäl. Hon tillhörde United States Pacific Fleet. Hon var sista fartyget som sänktes av japanskt kamikazeflyg under andra världskriget. Den 28 juli 1945 sänktes hon utanför Okinawa.